# Thorectes armifrons
Thorectes armifrons là một loài bọ cánh cứng trong họ Geotrupidae. Loài này được miêu tả khoa học năm 1892 bởi Reitter.